# Grateful Dead

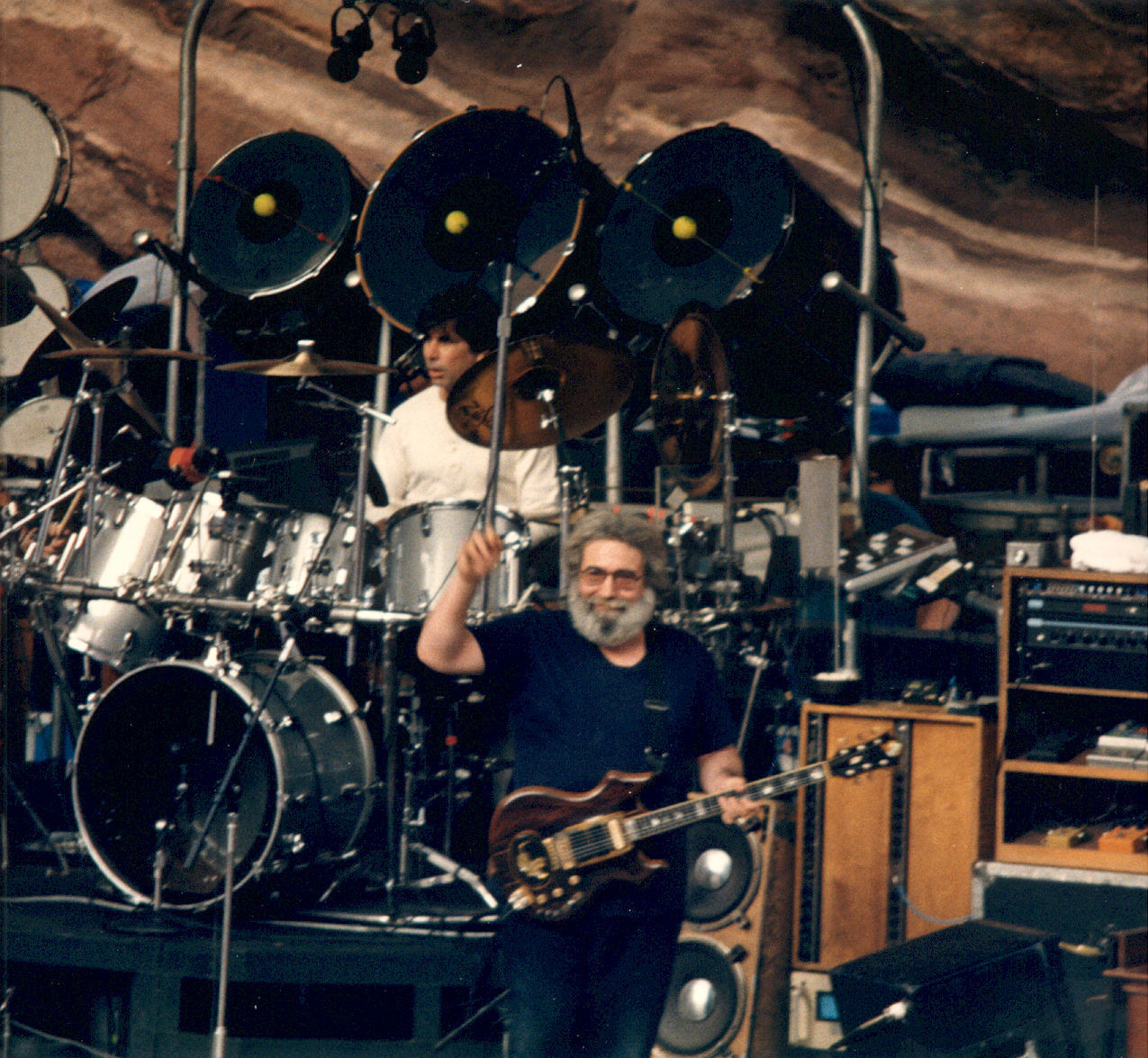
Els Grateful Dead el 1987: Bob Weir, Jerry Garcia i Mickey Hart

Els Grateful Dead (coneguts també com a Dead) va ser un grup de rock psicodèlic estatunidenc fundat l'any 1965 a Palo Alto, Califòrnia. Són considerats el grup emblema de la música psicodèlica que va sorgir a San Francisco durant la dècada de 1960.
Grateful Dead tenen els seus orígens a l'any 1960, quan els membres fundadors van formar el grup Warlocks. No va ser fins a l'any 1965 que van passar a anomenar-se Grateful Dead. La seva música fusionava rock amb folk, jazz i músiques d'avantguarda, i solien incloure representacions virtuals i literàries en les seves actuacions en directe. El grup es va dissoldre el 1995 a conseqüència de la mort del seu líder Jerry Garcia.
Els seus fans reben el nom de Deadheads. Originàriament constituïen un grup contracultural molt nombrós que amenitzava els concerts de la banda amb danses arrítmiques i roba peculiar.
L'any 1994 van entrar a formar part del Rock and Roll Hall of Fame.

## Discografia
- The Grateful Dead (1967)
- Anthem of the Sun (1968)
- Aoxomoxoa (1969)
- Live/Dead (1969)
- Workingman's Dead (1970)
- American Beauty (1970)
- Grateful Dead (1971)
- Europe '72 (1972)
- History of the Grateful Dead, Volume One (Bear's Choice) (1973)
- Wake of the Flood (1973)
- From the Mars Hotel (1974)
- Blues for Allah (1975)
- Steal Your Face (1976)
- Terrapin Station (1977)
- Shakedown Street (1978)
- Go to Heaven (1980)
- Reckoning (1981)
- Dead Set (1981)
- In the Dark (1987)
- Dylan & the Dead (1989)
- Built to Last (1989)
- Without a Net (1990)
- Infrared Roses (1991)

## Components

### Formació original
- Jerry Garcia
- Bob Weir
- Ron "Pigpen" McKernan
- Phil Lesh
- Bill Kreutzmann

### Altres membres
- Mickey Hart
- Robert Hunter
- Tom Constanten
- Keith Godchaux
- Donna Jean Godchaux
- Brent Mydland
- Vince Welnick
- John Perry Barlow